# Horst Oldenburg
Horst Oldenburg (Daber (Kreis Naugard), Pomerània Occidental, 17 d'octubre de 1939) és un ciclista alemany, ja retirat, que fou professional entre 1961 i 1970. En el seu palmarès destaquen dues edicions de la Volta a Colònia, el Tour de Berna i etapes a la Volta a Suïssa i Volta a Alemanya.
Durant els darrers anys de la seva carrera esportiva es dedicà principalment al ciclisme en pista i les curses de sis dies, en què guanyà deu curses. El 1968 guanyà el campionat d'Europa d'americana fent parella amb Dieter Kemper.

## Palmarès

### Palmarès en carretera
- 1961
  - 1r al Gran Premi Veith
  - Vencedor de 3 etapes a la Volta a Alemanya
  - Vencedor d'una etapa a la Volta a Suïssa
- 1962
  - Vencedor d'una etapa al Tour de l'Oise
- 1964
  - 1r a la Volta a Colònia
- 1965
  - 1r a la Volta a Colònia
- 1966
  - 1r al Tour de Berna
  - 1r al Gran Premi de Baden-Baden
- 1967
  - Vencedor d'una etapa als Quatre dies de Dunkerque

### Resultats al Tour de França
- 1961. Abandona
- 1967. Fora de control

## Palmarès en pista

### Campionats d'Europa
- Campió d'Europa de Madison el 1968, amb Dieter Kemper

### Sis dies
- 1964 - Münster, amb Dieter Kemper
- 1966 - Münster, amb Dieter Kemper
- 1967 - Melbourne, Berlín, Dortmund, amb Dieter Kemper
- 1968 - Mont-real, amb Leandro Faggin
- 1969 - Colònia, Milà, amb Dieter Kemper, Berlín, Münster, amb Wolfgang Schulze